# Гижишки окръг
Гижишки окръг (на полски: Powiat giżycki) е окръг в Североизточна Полша, Варминско-Мазурско войводство. Заема площ от 1119,51 км2. Административен център е град Гижицко.

## География
Окръгът се намира в историческата област Мазурия. Разположен е в източната част на войводството.

## Население
Населението на окръга възлиза на 57 759 души(2012 г.). Гъстотата е 52 души/км2.

## Административно деление
Административно окръгът е разделен на 6 общини.
Градска община:
- Гижицко

Градско-селска община:
- Община Рин

Селски общини:
- Община Видмини
- Община Гижицко
- Община Круклянки
- Община Милки

## Фотогалерия
- Гижицко
- Рин